# 5 de abril
5 de abril é o 95.º dia do ano no calendário gregoriano (96.º em anos bissextos). Faltam 270 dias para acabar o ano.

## Eventos históricos

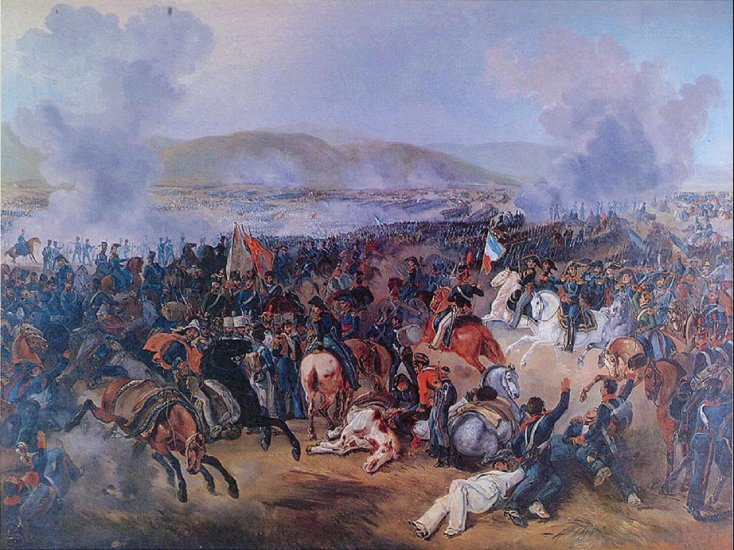
1818: Batalha de Maipú, o movimento de independência do Chile

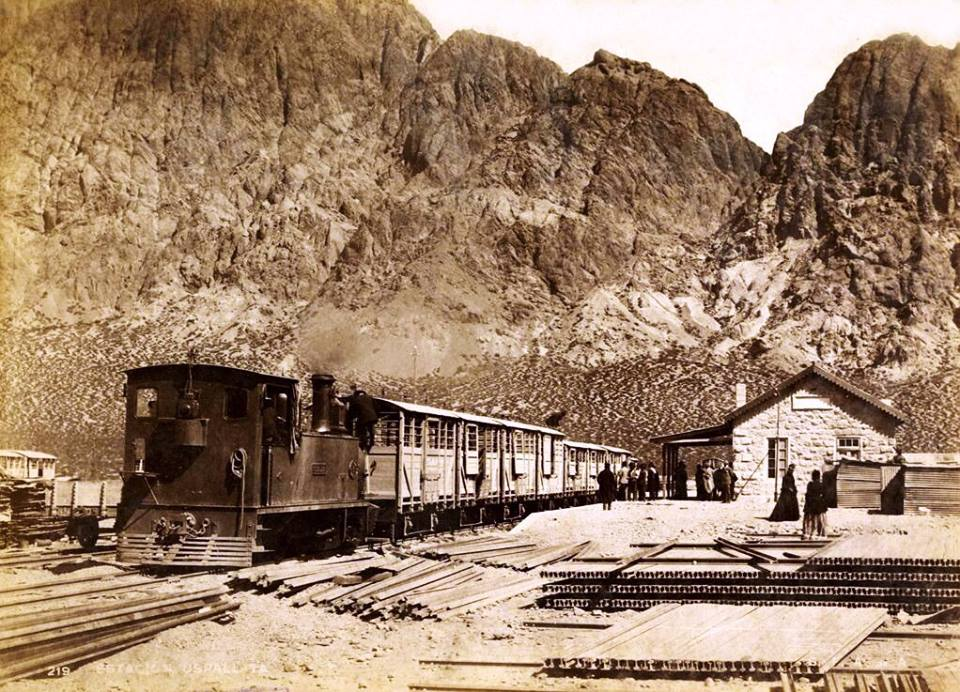
1910: Inauguração da Ferrovia Transandina que liga Chile e Argentina

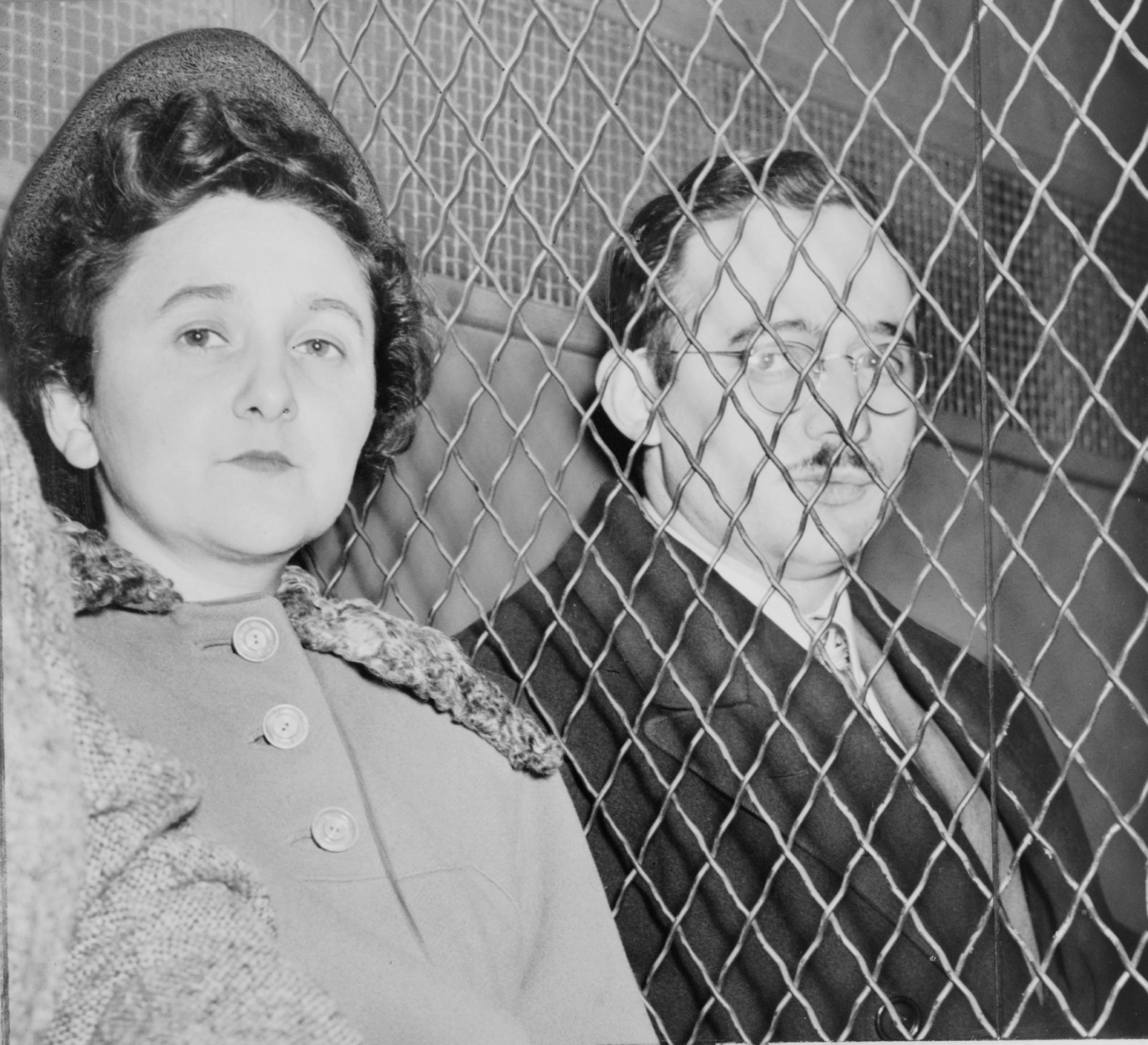
1951: Julius e Ethel Rosenberg são condenados à morte por espionagem para a União Soviética

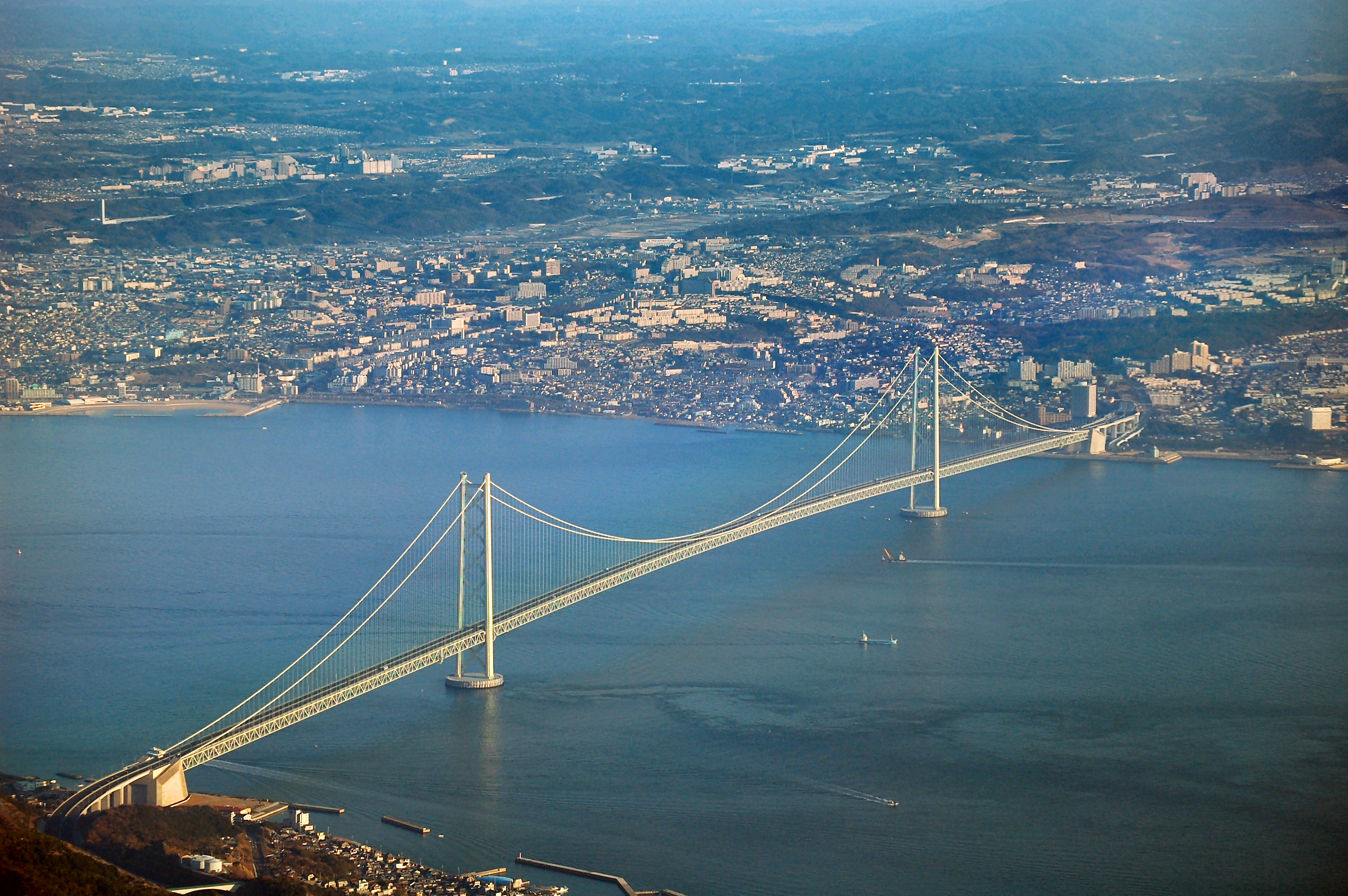
1998: Inauguração da Ponte Akashi-Kaikyo, entre a cidade de Kobe e a ilha Awaji no Japão

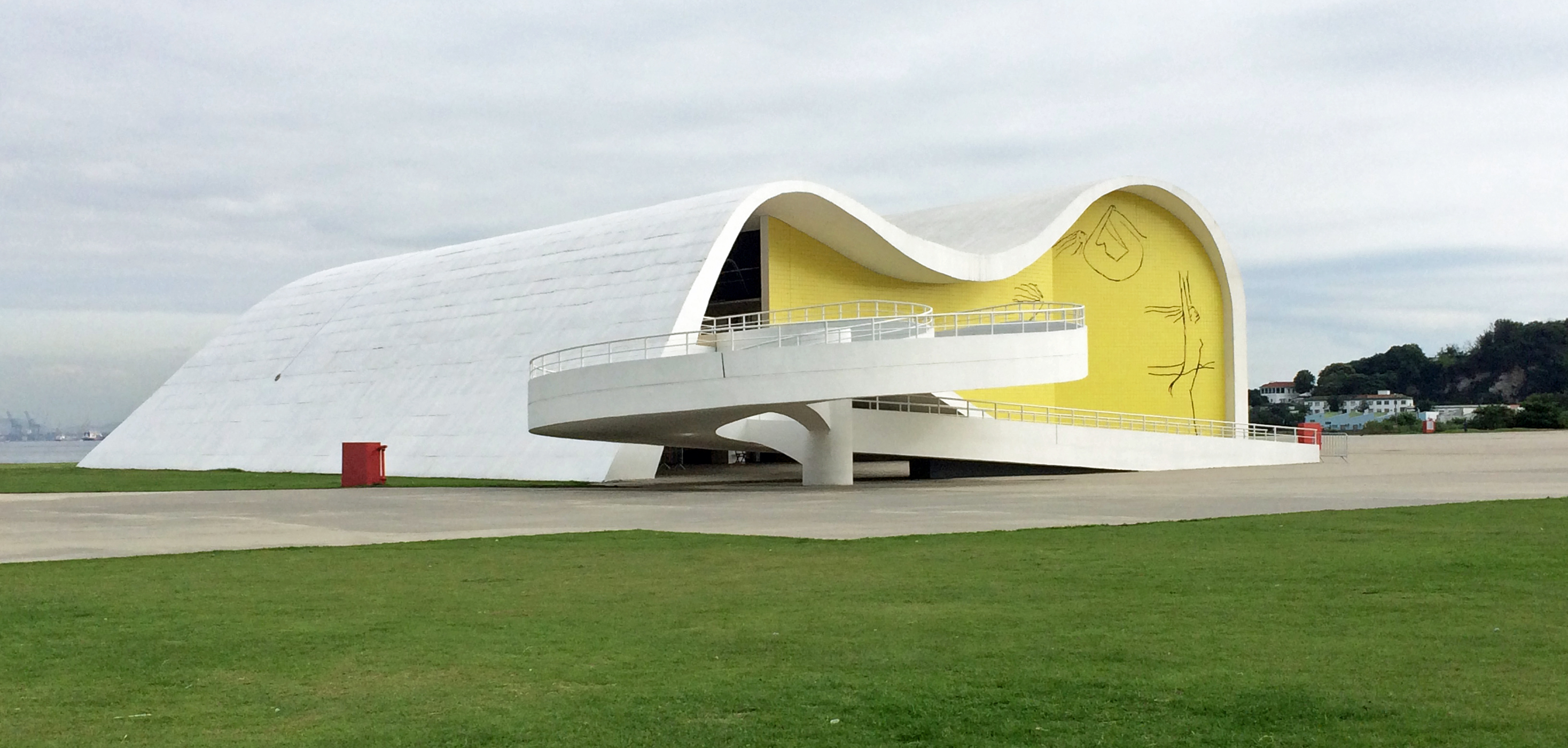
2007: Inauguração do Teatro Popular de Niterói, Brasil

- 0823 — Lotário I é coroado Rei da Itália pelo Papa Pascoal I.
- 1081 — Aleixo I Comneno é coroado imperador romano-oriental (bizantino) em Constantinopla.
- 1242 — Durante a Batalha sobre o gelo do lago Peipus, as forças da República da Novogárdia (localizada na atual Rússia), lideradas por Alexandre Nevsky, repelem uma tentativa de invasão dos Cavaleiros Teutônicos.
- 1536 — Entrada Real de Carlos V em Roma: o último triunfo romano.
- 1614 — Na Colônia da Virgínia (colônia inglesa), a indígena norte-americana Pocahontas se casa com o colono inglês John Rolfe.
- 1632 — Guerra dos Trinta Anos: tropas suecas, comandadas por Gustavo II Adolfo, atravessam o rio Lech e confrontam as tropas na Baviera, que ficou conhecida como Batalha de Rain.
- 1722 — O explorador neerlandês Jakob Roggeveen descobre a Ilha de Páscoa, famosa por seus moais.
- 1764 — Parlamento britânico aprova a Lei do Açúcar, substituindo a Lei do Melaço, criando novos impostos sobre o açúcar de suas províncias ultramarinas na América do Norte.
- 1768 — É criada a Real Mesa Censória, em Lisboa, que passa a desempenhar funções que cabiam à autoridade eclesiástica.
- 1795 — Assinado o Tratado de Paz de Basileia entre a França e a Prússia.
- 1818 — Na Batalha de Maipú, o movimento de independência do Chile, liderado por Bernardo O'Higgins e José de San Martín, tem uma vitória decisiva sobre a Espanha, deixando 2 mil espanhóis e 1 mil patriotas chilenos mortos.
- 1862 — Guerra Civil Americana: começa a Batalha de Yorktown.[1]
- 1879 — Chile declara guerra à Bolívia e Peru, iniciando a Guerra do Pacífico.
- 1886 — Assinado o Acordo de Tophane entre o Principado da Bulgária e o Império Otomano.
- 1900 — Arqueólogos em Cnossos, Creta, descobrem um grande esconderijo de placas de argila com escrita hieroglífica em um roteiro que eles chamam de Linear B.
- 1902 — Uma arquibancada desaba em Ibrox Park (agora Ibrox Stadium) em Glasgow, Escócia, causando a morte de 25 pessoas e ferimentos em mais de 500 torcedores durante uma partida internacional de futebol entre as seleções da Escócia e da Inglaterra.[2]
- 1910 — Inaugurada a Ferrovia Transandina que liga Chile e Argentina.
- 1942 — Segunda Guerra Mundial: Adolf Hitler emite a Diretiva Führer n.º 41 resumindo o Caso Azul, incluindo o ataque planejado do 6.º Exército alemão a Stalingrado.
- 1945
  - Segunda Guerra Mundial: a União Soviética rompe o Pacto de Neutralidade Nipo-Soviético com o Japão, ao mesmo tempo em que se prepara para invadir a ilha juntamente com os aliados, conforme decisão na Conferência de Ialta.
  - Guerra Fria: o líder iugoslavo Josip Broz Tito assina um acordo com a União Soviética para permitir a "entrada temporária de tropas soviéticas no território iugoslavo".
- 1946 — As tropas soviéticas deixam a ilha de Bornholm, na Dinamarca, depois de uma ocupação de onze meses.
- 1951 — Guerra Fria: os espiões estadunidenses Julius e Ethel Rosenberg são condenados à morte por espionagem contra os Estados Unidos, pois estavam dando informações a União Soviética. São hoje considerados traidores por alguns de seus compatriotas.
- 1956 — Um jovem cubano de 19 anos de idade chamado Fidel Castro declara-se em guerra contra o presidente cubano Fulgencio Batista.
- 1968 — No Brasil, a Frente Ampla é definitivamente proscrita pelo Ministério da Justiça.
- 1971 — No Sri Lanka, Janatha Vimukthi Peramuna lança uma revolta contra o governo da primeira-ministra Sirimavo Bandaranaike.
- 1974 — É formado um governo de coligação no Laos, entre direitistas e esquerdistas, pondo fim a uma guerra de mais de dez anos.
- 1976 — O Incidente em Tian'anmen, um protesto contra a repressão do regime chinês próximo ao final da Revolução Cultural, acontece na Praça da Paz Celestial em Pequim.
- 1986 — Três pessoas morrem no atentado à discoteca La Belle, em Berlim Ocidental, Alemanha.
- 1991 — Um ASA EMB 120 cai em Brunswick, Geórgia, matando todas as 23 pessoas a bordo, incluindo o senador John Tower e o astronauta Sonny Carter.
- 1992 — Alberto Fujimori, presidente do Peru, dissolve o Congresso peruano pela força militar.
- 1998 — No Japão, a ponte Akashi-Kaikyo é aberta ao tráfego, tornando-se a ponte suspensa mais longa do mundo.
- 1999 — Dois líbios suspeitos de derrubarem o avião do voo 103 da Pan Am, em 1988, são entregues para posterior julgamento nos Países Baixos.
- 2007 — Inauguração do Teatro Popular de Niterói, idealizado por Oscar Niemeyer.
- 2009 — Coreia do Norte lança seu controverso foguete Kwangmyŏngsŏng-2. O satélite passou sobre Japão, o que provocou uma reação imediata do Conselho de Segurança das Nações Unidas, bem como dos países participantes das negociações do Diálogo a Seis.
- 2010 — Forte temporal no Rio de Janeiro provoca cerca de 210 mortes.
- 2013 — Coreia do Norte recomenda a evacuação das missões diplomáticas em Pionguiangue, devido à crise na Península, conforme a Convenção de Viena.
- 2017 — Cecília, uma chimpanzé argentina, é o primeiro ser vivo não-humano a receber um habeas corpus.
- 2024 — México rompe relações diplomáticas com Equador em resposta à invasão da embaixada mexicana pela polícia equatoriana em Quito.

## Nascimentos

Donga

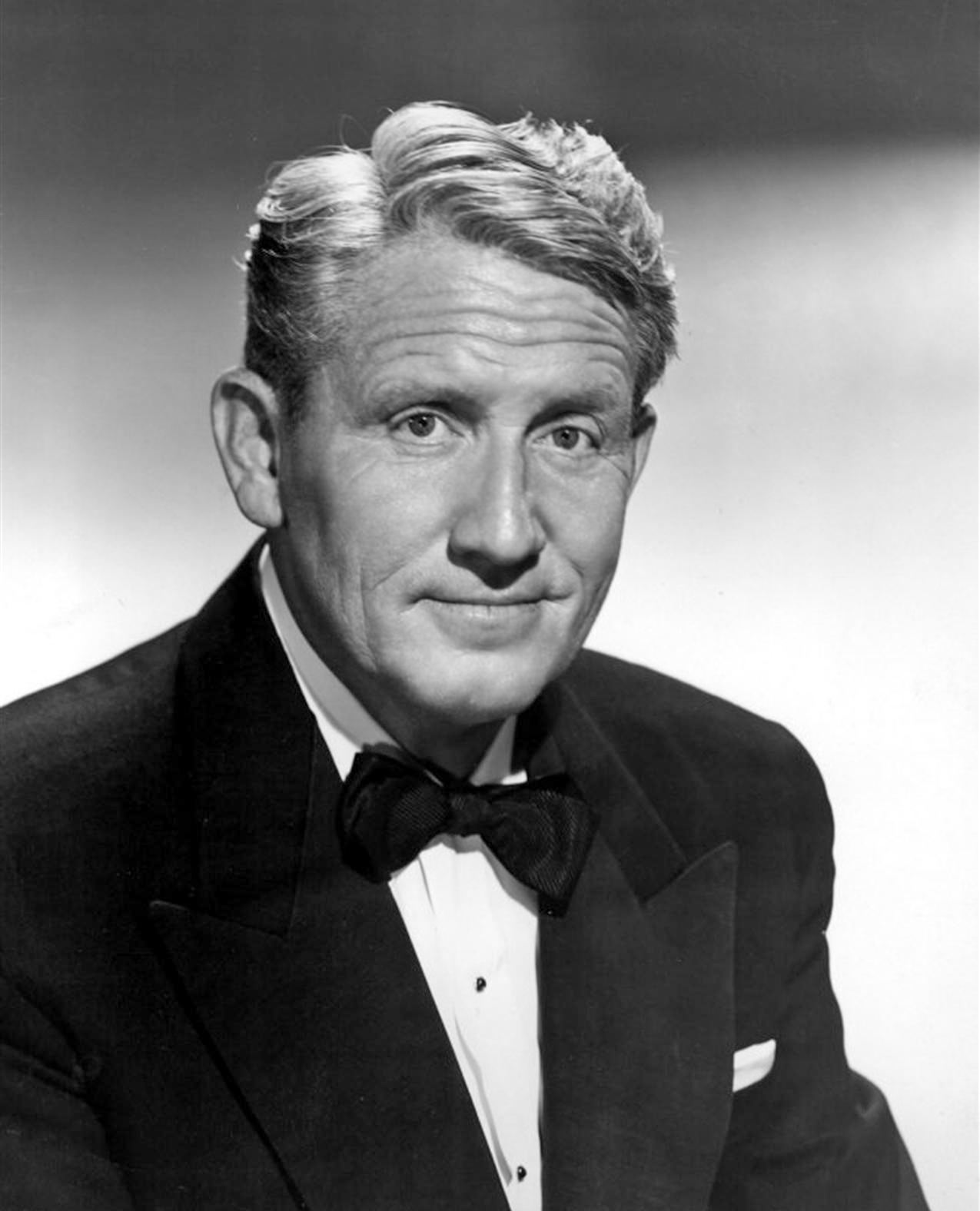
Spencer Tracy

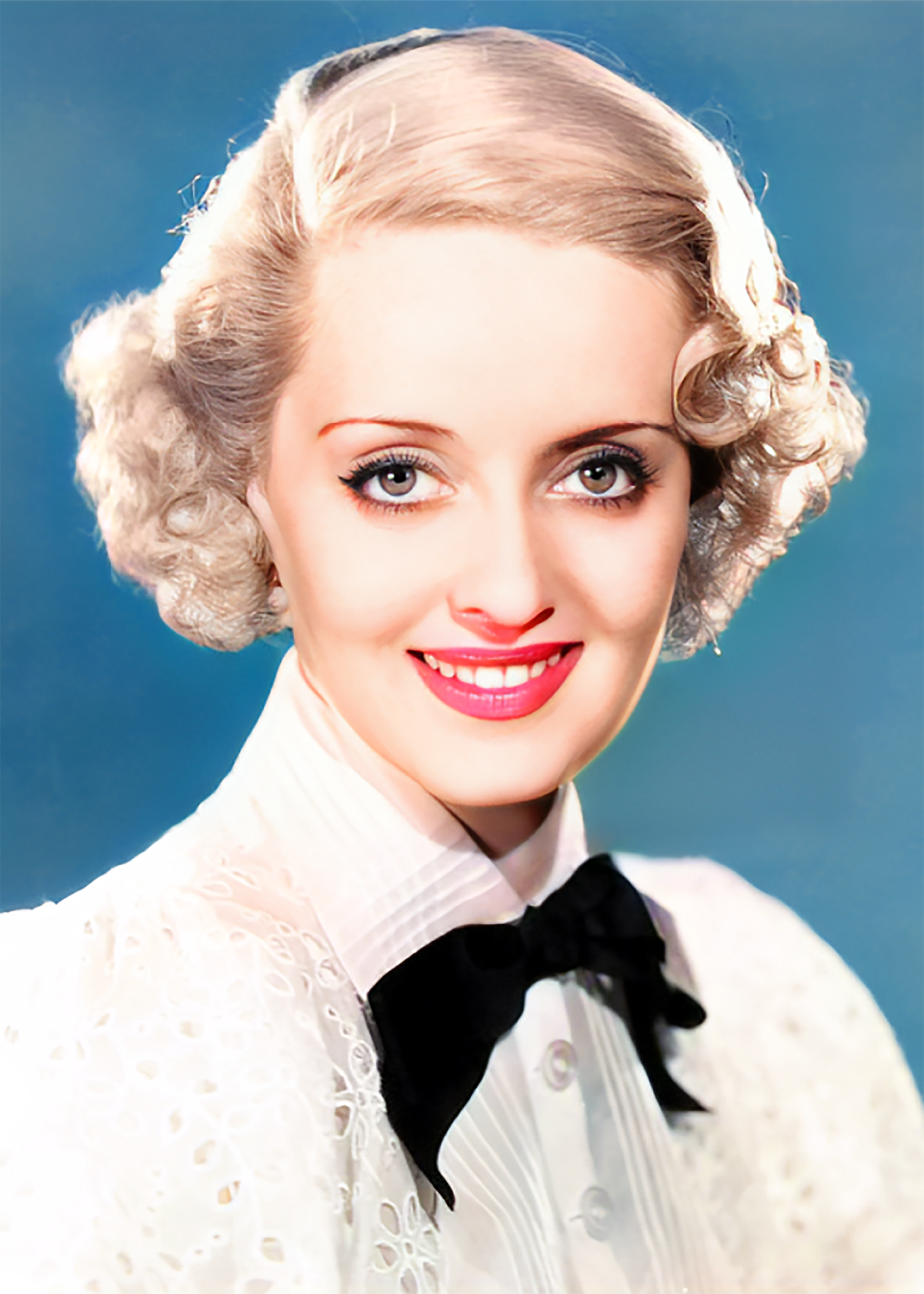
Bette Davis

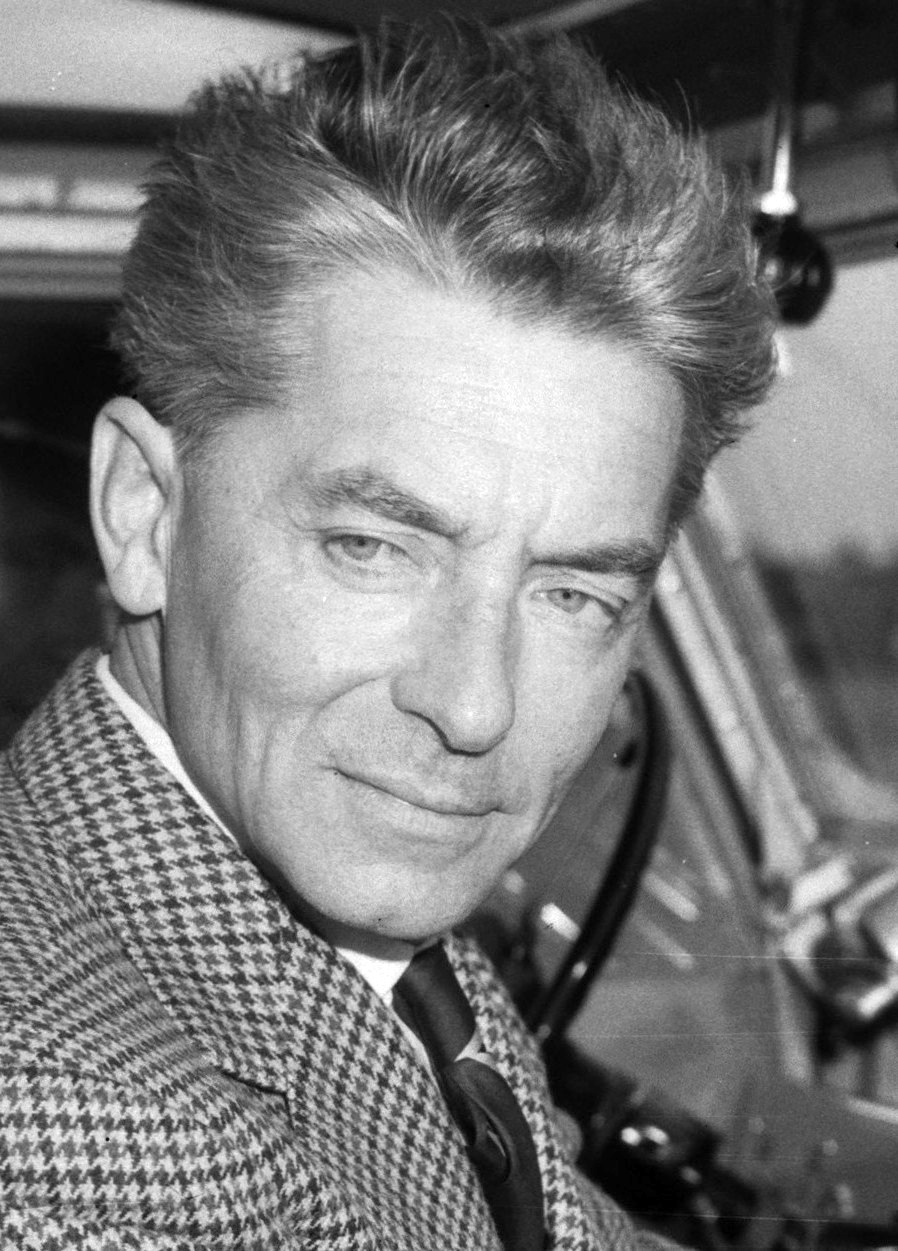
Herbert von Karajan

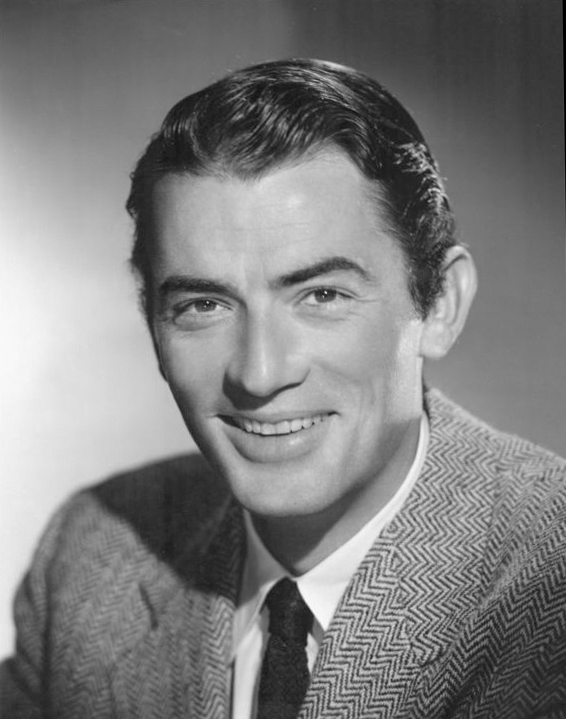
Gregory Peck

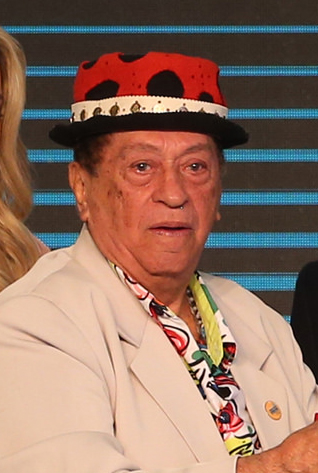
Genival Lacerda

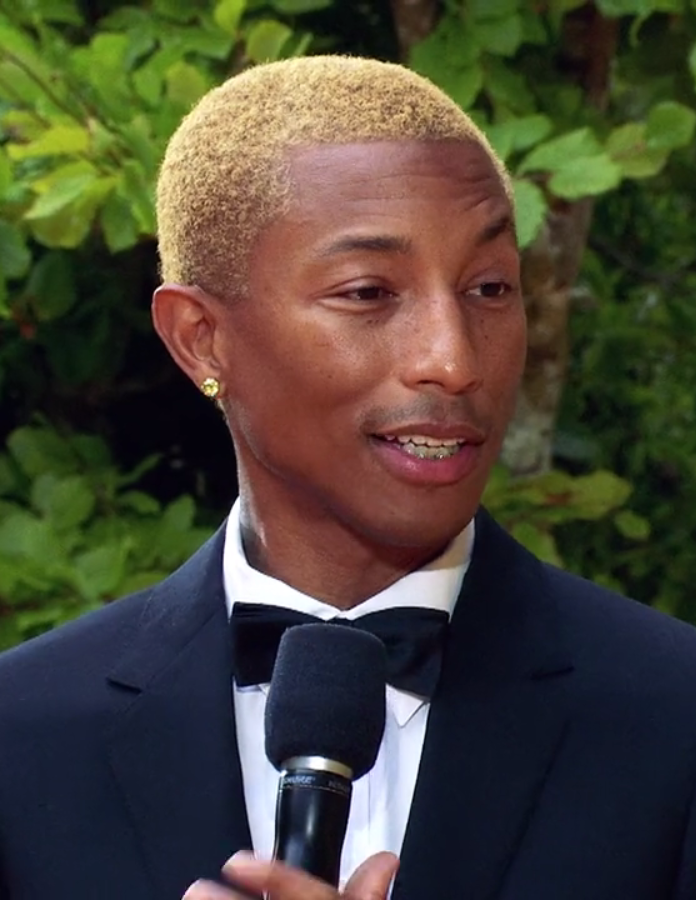
Pharrell Williams

### Anteriores ao século XIX
- 1279 — Anuairi, historiador e filósofo egípcio (m. 1333).
- 1288 — Go-Fushimi imperador japonês (m. 1336).
- 1315 — Jaime III de Maiorca (m. 1349).
- 1365 — Guilherme II da Baviera (m. 1417).
- 1472 — Branca Maria Sforza, imperatriz do Sacro Império Romano-Germânico (m. 1510).
- 1521 — Francesco Laparelli, arquiteto italiano (m. 1570).
- 1523 — Blaise de Vigenère, criptógrafo e diplomata francês (m. 1596).
- 1533 — Giulio della Rovere, cardeal italiano (m. 1578).
- 1568 — Papa Urbano VIII (m. 1644).
- 1588 — Thomas Hobbes, filósofo inglês (m. 1679).
- 1591 — Frederico Ulrico, Duque de Brunsvique-Luneburgo (m. 1634).
- 1604 — Carlos IV da Lorena (m. 1675).
- 1616 — Frederico do Palatinado-Zweibrücken (m. 1661).
- 1622 — Vincenzo Viviani, matemático, astrônomo e físico italiano (m. 1703).
- 1664 — Isabel Teresa de Lorena, princesa de Epinoy (m. 1748).
- 1674 — Isabel Sofia de Brandemburgo (m. 1748).
- 1691
  - Luís VIII de Hesse-Darmstadt (m. 1768).
  - Franz Joseph Spiegler, pintor alemão (m. 1757).
- 1732 — Jean-Honoré Fragonard, pintor e gravador francês (m. 1806).
- 1752 — Sébastien Érard, fabricante de instrumentos francês (m. 1831).
- 1765 — Vicente José Ferreira Cardoso da Costa, político brasileiro (m. 1834).
- 1773 — Teresa de Mecklemburgo-Strelitz (m. 1839).
- 1777 — Jules-César Savigny, zoólogo francês (m. 1851).
- 1784 — Louis Spohr, violinista, compositor e maestro alemão (m. 1859).
- 1788 — Franz Pforr, pintor alemão (m. 1812).
- 1790 — João Baptista Ribeiro, pintor português (m. 1868).
- 1793 — Felix de Muelenaere, político belga (m. 1862).
- 1799 — Jacques Denys Choisy, clérigo e botânico suíço (m. 1859).

### Século XIX
- 1801
  - Vincenzo Gioberti, filósofo, publicitário e político italiano (m. 1852).
  - Félix Dujardin, biólogo francês (m. 1860).
- 1803 — José Manuel da Fonseca, político brasileiro (m. 1870).
- 1804 — Matthias Schleiden, botânico alemão (m. 1881).
- 1810 — Henry Rawlinson, oficial do exército e político britânico (m. 1895).
- 1817 — Manuel José do Conde, nobre e empresário português (m. 1897).
- 1827 — Joseph Lister, cirurgião e acadêmico britânico (m. 1912).
- 1831 — Bernhard Danckelmann, guarda florestal alemão (m. 1901).
- 1832 — Jules Ferry, advogado e político francês (m. 1893).
- 1834
  - Frank Richard Stockton, escritor e humorista estadunidense (m. 1902).
  - Prentice Mulford, humorista e escritor estadunidense (m. 1891).
- 1837 — Algernon Charles Swinburne, poeta, dramaturgo, romancista e crítico britânico (m. 1909).
- 1838 — Alpheus Hyatt, naturalista estadunidense (m. 1902).
- 1845 — Jules Cambon, diplomata francês (m. 1935).
- 1846
  - Henry Wellesley, 3.º Duque de Wellington (m. 1900).
  - Michael Georg Conrad, escritor alemão (m. 1927).
  - Rodrigo José da Rocha, militar brasileiro (m. 1906).
- 1856 — Booker T. Washington, educador, ensaísta e historiador americano (m. 1915).
- 1857
  - Frank Bullen, escritor e novelista britânico (m. 1915).
  - Alexandre I da Bulgária (m. 1893).
  - Zélia Pedreira Abreu Magalhães, religiosa brasileira (m. 1919).
- 1859 — Reinhold Seebeerg, teólogo alemão (m. 1935).
- 1863 — Vitória de Hesse e Reno (m. 1950).
- 1865 — John Bretland Farmer, botânico britânico (m. 1944).
- 1866 — Vicente de Carvalho, poeta, político e jornalista brasileiro (m. 1924).
- 1869
  - Sergei Tchaplygin, físico, matemático e engenheiro russo (m. 1942).
  - Albert Roussel, compositor francês (m. 1937).
- 1870 — Choki Motobu, carateca japonês (m. 1944).
- 1874
  - Emmanuel Célestin Suhard, cardeal francês (m. 1949).
  - Manuel María Ponce Brousset, político peruano (m. 1966).
- 1878 — Georg Misch, filósofo alemão (m. 1965).
- 1879 — Arthur Berriedale Keith, advogado britânico (m. 1944).
- 1882
  - Song Jiaoren, revolucionário chinês (m. 1913).
  - Natália Sedova, revolucionária ucraniana (m. 1962).
- 1886 — Frederick Lindemann, físico britânico (m. 1957).
- 1887 — William Cowhig, ginasta britânico (m. 1964).
- 1889
  - Émile Engel, ciclista francês (m. 1914).
  - Mestre Pastinha, mestre de capoeira brasileiro (m. 1981).
- 1890 — Donga, compositor e sambista brasileiro (m. 1974).
- 1891
  - Arnold Jackson, corredor, soldado e advogado britânico (m. 1972).
  - Laura Vicuña, religiosa chilena (m. 1904).
- 1894 — Carl Rudolf Florin, botânico sueco (m. 1965).
- 1895 — Mike O'Dowd, pugilista estadunidense (m. 1958).
- 1899 — Alfred Blalock, cirurgião e acadêmico estadunidense (m. 1964).
- 1900
  - Spencer Tracy, ator estadunidense (m. 1967).
  - Herbert Bayer, designer gráfico, pintor e fotógrafo austríaco-americano (m. 1985).

### Século XX

#### 1901–1950
- 1901
  - Melvyn Douglas, ator estadunidense (m. 1981).
  - Alvin Julian, jogador de futebol americano, basquete, beisebol e treinador de basquete estadunidense (m. 1967).
  - Vasco dos Reis Gonçalves, médico brasileiro (m. 1952).
- 1902 — Rolando Monteiro, médico brasileiro (m. 1978).
- 1906 — Albert Charles Smith, botânico americano (m. 1999).
- 1907 — Carlos Queirós Ribeiro, poeta português (m. 1949).
- 1908
  - Bette Davis, atriz estadunidense (m. 1989).
  - Herbert von Karajan, regente austríaco (m. 1990).
  - Kurt Neumann, cineasta alemão (m. 1958).
- 1909
  - Francisco Inácio Peixoto, escritor brasileiro (m. 1986).
  - Albert R. Broccoli, produtor de cinema americano (m. 1996).
  - Giacomo Gentilomo, diretor de cinema e pintor italiano (m. 2001).
- 1911 — Hedi Amara Nouira, político tunisino (m. 1993).
- 1912
  - Jehan Buhan, esgrimista francês (m. 1999).
  - Carlos Guastavino, compositor argentino (m. 2000).
  - John Le Mesurier, ator britânico (m. 1983).
  - William Roberts, atleta britânico (m. 2001).
- 1913 — Griselda Álvarez, política mexicana (m. 2009).
- 1914
  - Felice Borel, futebolista italiano (m. 1993).
  - Paulo Preis, político brasileiro (m. 1990).
- 1915 — Henri Gastaut, neurologista francês (m. 1995).
- 1916 — Gregory Peck, ator, ativista político e produtor estadunidense (m. 2003).
- 1917
  - Robert Bloch, escritor americano (m. 1994).
  - José Pedro da Silva, religioso português (m. 2000).
  - Frans Gommers, futebolista belga (m. 1996).
- 1919
  - Lester James Peries, diretor, roteirista e produtor cingalês (m. 2018).
  - Alfonso Thiele, automobilista estadunidense (m. 1986).
- 1920
  - Arthur Hailey, soldado e escritor anglo-canadense (m. 2004).
  - Alfonso Thiele, automobilista turco-italiano (m. 1986).
  - Ademar Manarini, empresário e fotógrafo brasileiro (m. 1989).
- 1922
  - Tom Finney, futebolista britânico (m. 2014).
  - Andy Linden, automobilista estadunidense (m. 1987).
- 1923
  - Ernest Mandel, economista e teórico teuto-belga (m. 1995).
  - Nguyễn Văn Thiệu, general e político vietnamita (m. 2001).
  - Michael V. Gazzo, ator estadunidense (m. 1995).
- 1925
  - Janet Rowley, geneticista americana (m. 2013).
  - Pierre Nihant, ciclista belga (m. 1993).
- 1926
  - Roger Corman, cineasta estadunidense (m. 2024).
  - Joseph Rykwert, historiador de arte britânico (m. 2023).
- 1927 — Gladstone Osório Mársico, escritor brasileiro (m. 1976).
- 1928
  - Enzo Cannavale, ator italiano (m. 2011).
  - Francisco Carlos, cantor, compositor e ator brasileiro (m. 2003).
- 1929
  - Ivar Giaever, físico e acadêmico norueguês-americano, ganhador do Prêmio Nobel.
  - Nigel Hawthorne, ator e produtor britânico (m. 2001).
- 1930
  - Mary Costa, cantora e atriz estadunidense.
  - Pierre Lhomme, diretor de fotografia francês (m. 2019).
  - Nosser Almeida, político brasileiro (m. 2011).
- 1931
  - Jack Clement, cantor, compositor e produtor americano (m. 2013).
  - Genival Lacerda, cantor e compositor brasileiro (m. 2021).
  - Hélio Colonna, ator brasileiro (m. 1962).
  - Héctor Olivera, diretor, produtor e roteirista argentino.
- 1933
  - Feridun Buğeker, futebolista turco (m. 2014).
  - Murílio de Avellar Hingel, político brasileiro (m. 2023).
  - Frank Gorshin, ator estadunidense (m. 2005).
- 1934
  - Stanley Turrentine, saxofonista e compositor estadunidense (m. 1995).
  - Moise Safra, empresário e filantropo brasileiro (m. 2014).
  - Roman Herzog, advogado e político alemão (m. 2017).
- 1935
  - Peter Grant, gerente de talentos britânico (m. 2001).
  - Donald Lynden-Bell, astrofísico e astrônomo britânico (m. 2018).
- 1936 — Ronnie Bucknum, automobilista estadunidense (m. 1992).
- 1937
  - Colin Powell, general e político americano (m. 2021).
  - Andrzej Schinzel, matemático polonês (m. 2021).
  - Juan Vicente Lezcano, futebolista paraguaio (m. 2012).
- 1938
  - Marly Marley, atriz, diretora de teatro e crítica musical brasileira (m. 2014).
  - Rodolfo Konder, jornalista, escritor e tradutor brasileiro (m. 2014).
- 1939
  - Crispian St. Peters, cantor e compositor britânico (m. 2010).
  - Haidar Abu Bakr al-Attas, político iemenita.
- 1941
  - Michael Moriarty, ator americano-canadense.
  - Bas van Fraassen, cientista neerlandês.
  - Cacho Tirao, violinista e compositor argentino (m. 2007).
- 1942
  - Allan Clarke, cantor e compositor britânico.
  - Pascal Couchepin, político suíço.
  - Juan Gisbert, ex-tenista espanhol.
  - Peter Greenaway, diretor e roteirista britânico.
- 1943
  - Jean-Louis Pierre Tauran, cardeal francês (m. 2018).
  - Marcos Faerman, jornalista brasileiro (m. 1999).
- 1944
  - Evan Parker, saxofonista britânico.
  - Willy Planckaert, ex-ciclista belga.
  - Fausto Nilo, compositor brasileiro.
- 1945
  - Cem Karaca, músico turco (m. 2004).
  - Tommy Smith, futebolista britânico (m. 2019).
- 1946
  - Anibal Eugenio Vercesi, médico e bioquímico brasileiro.
  - Jane Asher, atriz britânica.
- 1947
  - Gloria Macapagal-Arroyo, acadêmica e política filipina.
  - Ramón Mifflin, ex-futebolista peruano.
  - Đurđica Bjedov, ex-nadadora iugoslava.
  - José Martinho Montero Santalha, teólogo e linguista espanhol.
- 1948 — Dave Holland, baterista britânico (m. 2018).
- 1949
  - Larry Franco, produtor de cinema americano.
  - Judith Resnik, engenheira e astronauta estadunidense (m. 1986).
- 1950
  - Ann C. Crispin, escritora americana (m. 2013).
  - Franklin Chang-Díaz, astronauta e físico costarriquenho-sino-americano.
  - Agnetha Fältskog, cantora, compositora e produtora sueca.

#### 1951–2000
- 1951
  - Dean Kamen, inventor e empresário americano.
  - Ubolratana Rajakanya, princesa tailandesa.
- 1952
  - John C. Dvorak, escritor e editor americano.
  - Dennis Mortimer, ex-futebolista britânico.
  - Mitch Pileggi, ator estadunidense.
  - Paulo Arruda, biólogo brasileiro.
  - Sandy Mayer, ex-tenista estadunidense.
- 1953
  - Raul Mascarenhas, saxofonista brasileiro.
  - Josimo Morais Tavares, sacerdote católico brasileiro (m. 1986).
- 1954
  - Mohamed Ben Mouza, ex-futebolista tunisiano.
  - Stan Ridgway, cantor, compositor e guitarrista americano.
- 1955
  - Akira Toriyama, ilustrador japonês (m. 2024).
  - Luiz Penido, locutor esportivo brasileiro.
- 1956
  - Leonid Fedun, empresário russo.
  - Akmal Shaikh, empresário britânico (m. 2009).
  - Diamond Dallas Page, ex-lutador profissional e ator estadunidense.
- 1957 — Patrick Novaretti, ex-nadador monegasco.
- 1958
  - Ryoichi Kawakatsu, ex-futebolista japonês.
  - Daniel Schneidermann, jornalista francês.
  - Wilson Luís Angotti Filho, religioso brasileiro.
  - Moacyr Luz, compositor brasileiro.
  - Johan Kriek, ex-tenista sul-africano-americano.
- 1959 — Miguel Ângelo da Luz, treinador de basquete brasileiro.
- 1960 — Larry McCray, cantor, compositor e guitarrista americano.
- 1961
  - Andrea Arnold, cineasta e atriz britânica.
  - Ronald Polito, poeta, historiador e tradutor brasileiro.
- 1962
  - Sara Danius, estudiosa de literatura e estética sueca (m. 2019).
  - Kirsan Ilyumjinov, empresário e político russo.
  - Richard Gough, ex-futebolista sueco-britânico.
- 1963
  - Charles Powell, ator estadunidense.
  - Cássio Cunha Lima, advogado e político brasileiro.
- 1964
  - Vakhtang Iagorashvili, ex-pentatleta russo.
  - Marius Lăcătuș, ex-futebolista e treinador de futebol romeno.
- 1965
  - Aykut Kocaman, futebolista e treinador de futebol turco.
  - Julião da Kutonda, futebolista angolano (m. 2004).
- 1966 — Mike McCready, guitarrista e compositor estadunidense.
- 1967
  - Erland Johnsen, ex-futebolista e treinador de futebol norueguês.
  - Laima Zilporytė, ex-ciclista lituana.
- 1968 — Paula Cole, cantora, compositora e pianista estadunidense.
- 1969
  - Viatcheslav Djavanian, ex-ciclista russo.
  - Tomislav Piplica, ex-futebolista e treinador de futebol bósnio.
  - Pontus Kåmark, ex-futebolista sueco.
  - Ravindra Prabhat, escritor e jornalista indiano.
- 1970
  - Soheil Ayari, automobilista francês.
  - Duca Leindecker, músico e escritor brasileiro.
- 1971
  - Victoria Hamilton, atriz britânica.
  - Nelson Parraguez, ex-futebolista chileno.
  - Krista Allen, atriz estadunidense.
  - Austin Berry, ex-futebolista costarriquenho.
  - Kim Soo-nyung, ex-arqueira sul-coreana.
- 1972
  - Nima Arkani-Hamed, físico teórico americano-canadense.
  - Tom Coronel, automobilista neerlandês.
  - Yasuhiro Takemoto, animador e diretor japonês (m. 2019).
- 1973
  - Eliane Silva, cantora brasileira.
  - Élodie Bouchez, atriz francesa.
  - Pharrell Williams, cantor, compositor e rapper estadunidense.
  - Lidia Trettel, snowboarder italiana.
- 1974
  - Oleg Khodkov, ex-handebolista russo.
  - Lukas Ridgeston, ator e diretor eslovaco.
  - Vyacheslav Voronin, ex-atleta de salto em altura russo.
  - David Richmond-Peck, ator canadense.
- 1975
  - Juicy J, rapper e produtor musical americano.
  - Lisandra Souto, atriz brasileira.
  - Kémoko Camara, ex-futebolista guineano.
  - Lukas Ridgeston, ator e cinegrafista eslovaco.
- 1976
  - Péter Biros, ex-jogador de polo aquático húngaro.
  - Sterling K. Brown, ator americano.
  - Fernando Morientes, ex-futebolista e treinador de futebol espanhol.
  - Simone Inzaghi, ex-futebolista e treinador de futebol italiano.
  - Natascha Ragosina, ex-boxeadora russa.
  - Henrik Stenson, golfista sueco.
  - Anouska van der Zee, ex-ciclista neerlandesa.
- 1977
  - Daniel Majstorović, ex-futebolista sueco.
  - Jonathan Erlich, ex-tenista israelense.
- 1978
  - Dwain Chambers, ex-velocista de pista britânico.
  - Marcone Amaral, ex-futebolista brasileiro-catarense.
  - Franziska van Almsick, ex-nadadora alemã.
  - Jairo Patiño, ex-futebolista colombiano.
  - Pedrão, ex-futebolista brasileiro.
  - Sohyang, cantora sul-coreana.
  - Stephen Jackson, ex-jogador de basquete americano.
  - Arnaud Tournant, ex-ciclista francês.
- 1979
  - Song Dae-nam, judoca sul-coreano.
  - Timo Hildebrand, ex-futebolista alemão.
  - Imany, cantora francesa.
  - Vlada Avramov, ex-futebolista sérvio.
  - Chen Yanqing, levantador de peso chinês.
  - Pavel Kharchik, ex-futebolista turcomeno.
- 1980
  - Matt Bonner, ex-jogador de basquete americano.
  - Rafael Cavalcante, lutador de MMA brasileiro.
  - Joris Mathijsen, ex-futebolista neerlandês.
  - Alberta Brianti, ex-tenista italiana.
  - Mompati Thuma, ex-futebolista botsuanês.
- 1981
  - Matthew Emmons, atirador de rifle americano.
  - Michael A. Monsoor, marinheiro americano (m. 2006).
  - Mariqueen Maandig, musicista, cantora e compositora filipino-americana.
  - Tom Riley, ator e produtor britânico.
  - Pieter Weening, ex-ciclista neerlandês.
  - Eugenio Siller, ator mexicano.
- 1982
  - Alexandre Prémat, automobilista francês.
  - Thomas Hitzlsperger, ex-futebolista alemão.
  - Hayley Atwell, atriz anglo-americana.
  - Lacey Duvalle, atriz estadunidense.
  - Zamorano, ex-futebolista e treinador de futebol português.
  - Matheus Vivian, ex-futebolista brasileiro.
  - Paulo Lessa, ator e modelo brasileiro.
- 1983
  - Jaime Castrillón, ex-futebolista colombiano.
  - Jorge Martínez, ex-futebolista uruguaio.
- 1984
  - Marshall Allman, ator estadunidense.
  - Aram Mp3, cantor e comediante armênio.
  - Maartje Goderie, jogador de hóquei neerlandês.
  - Darija Jurak Schreiber, ex-tenista croata.
  - Shin Min-a, atriz sul-coreana.
  - Cristian Săpunaru, futebolista romeno.
- 1985
  - Daniel Congré, ex-futebolista francês.
  - Kristof Vandewalle, ex-ciclista belga.
  - Felipe Lima, ex-nadador brasileiro.
  - Diego Barcelos, ex-futebolista brasileiro.
- 1986
  - Charlotte Flair, lutadora, escritora e atriz americana.
  - Eetu Muinonen, ex-futebolista finlandês.
  - Jenny Hendrix, atriz e modelo estadunidense.
- 1987
  - Max Grün, futebolista alemão.
  - Balázs Hárai, jogador de polo aquático húngaro.
  - Fyodor Kudryashov, futebolista russo.
- 1988
  - Teresa Almeida, handebolista angolana.
  - Alisha Glass, jogadora de vôlei americana.
  - Jon Kwang-ik, futebolista norte-coreano.
  - Christopher Papamichalopoulos, esquiador cipriota.
  - Daniela Luján, atriz, cantora e apresentadora mexicana.
  - Yang Ji-won, cantora e atriz sul-coreana.
  - Matthias Jaissle, ex-futebolista e treinador de futebol alemão.
- 1989
  - Liemarvin Bonevacia, velocista neerlandês.
  - Freddie Fox, ator britânico.
  - Martyna Trajdos, judoca alemã.
  - Justin Holiday, jogador de basquete americano.
  - Netsky, DJ e produtor musical belga.
  - Lily James, atriz britânica.
- 1990
  - Amer Said Al-Shatri, futebolista omanense.
  - Haruma Miura, ator e cantor japonês (m. 2020).
  - Ismaeel Mohammad, futebolista catarense.
  - Iryna Pamialova, canoísta bielorrussa.
- 1991
  - Nathaniel Clyne, futebolista britânico.
  - Guilherme dos Santos Torres, futebolista brasileiro.
  - Yassine Bounou, futebolista marroquino.
- 1992
  - Geuvânio, futebolista brasileiro.
  - Emmalyn Estrada, cantora, compositora e dançarina canadense.
- 1993
  - Andreas Bouchalakis, futebolista grego.
  - Maya DiRado, nadadora americana.
  - Scottie Wilbekin, jogador de basquete americano-turco.
- 1994
  - Mateusz Bieniek, jogador de vôlei polonês.
  - Edem Rjaïbi, futebolista tunisino.
- 1995
  - Sebastian Starke Hedlund, futebolista sueco.
  - Emerson Santos, futebolista brasileiro.
- 1996
  - Raouf Benguit, futebolista argelino.
  - Ahmed Reda Tagnaouti, futebolista marroquino.
- 1997
  - Borja Mayoral, futebolista espanhol.
  - Dominik Mysterio, lutador profissional norte-americano.
- 1998 — Michaela Drummond, ciclista neozelandesa.
- 1999
  - Rafael Gevú, ator brasileiro.
  - Jang Min-hee, arqueira sul-coreana.
  - Simona Radiș, canoísta romena.
  - João Fernandes, ator brasileiro.
- 2000 — Erik Fetter, ciclista húngaro.

### Século XXI
- 2001 — Thylane Blondeau, modelo e atriz francesa.
- 2002 — Ethan Katzberg, atleta de lançamento de martelo canadense.
- 2003 — Stênio, futebolista brasileiro.

## Mortes

### Anteriores ao século XIX
- 0517 — Timóteo I de Constantinopla, patriarca bizantino (n. ?).
- 0582 — Eutíquio de Constantinopla, patriarca bizantino (n. 512).
- 0584 — Ruadhán de Lorrha, abade irlandês (n. ?).
- 0828 — Nicéforo I de Constantinopla, patriarca bizantino (n. ?).
- 0902 — Almutadide, califa abássida (n. ?).
- 1181 — Raimundo Berengário III da Provença (n. 1158).
- 1205 — Isabel I de Jerusalém, rainha regente de Jerusalém (n. 1172).
- 1258 — Juliana de Mont Cornillon freira e santa belga (n. 1193).
- 1419 — Vicente Ferrer, missionário e santo espanhol (n. 1350).
- 1431 — Bernardo I, margrave de Baden-Baden (n. 1364).
- 1679 — Ana Genoveva de Bourbon, princesa francesa (n. 1619).
- 1684
  - William Brouncker, matemático inglês (n. 1620).
  - Carlos Eusébio, príncipe de Liechtenstein (n. 1611).
- 1693
  - Ana Maria Luísa de Orleães, nobre francesa (n. 1627).
  - Filipe Guilherme Augusto de Neuburgo, nobre alemão (n. 1668).
  - Jorge Luís I, Conde de Erbach-Erbach (n. 1643).
- 1695 — George Savile, político inglês (n. 1633).
- 1697 — Carlos XI da Suécia (n. 1655).
- 1712 — Jan Luyken, poeta, ilustrador e gravador neerlandês (n. 1649).
- 1717 — Jean Jouvenet, pintor francês (n. 1644).
- 1723 — Johann Bernhard Fischer von Erlach, arquiteto, escultor e historiador austríaco (n. 1656).
- 1735 — William Derham, religioso e filósofo britânico (n. 1657).
- 1745 — Ana Teresa de Saboia, nobre francesa (n. 1717).
- 1751 — Frederico I, príncipe consorte e rei da Suécia (n. 1676).
- 1765 — Edward Young, poeta e escritor britânico (n. 1683).
- 1767 — Carlota Guilhermina de Saxe-Coburgo-Saalfeld, princesa alemã de Saxe-Coburgo-Saalfeld (n. 1685).
- 1794
  - Georges Jacques Danton, advogado e político francês (n. 1759).
  - Camille Desmoulins, jornalista, advogado e político francês (n. 1760).
  - François Joseph Westermann, general francês (n. 1751).
- 1799 — Johann Christoph Gatterer, historiador alemão (n. 1727).

### Século XIX
- 1804 — Charles Pichegru, general francês (n. 1761).
- 1811 — Robert Raikes, filantropo britânico (n. 1736).
- 1827 — John Hellins, matemático britânico (n. 1749).
- 1830 — Richard Chenevix, químico e dramaturgo irlandês (n. 1774).
- 1831 — Pièrre Léonard Vander Linden, entomologista belga (n. 1831).
- 1841 — Manuel Gonçalves de Miranda, político português (n. 1780).
- 1861 — Ferdinand Joachimsthal, matemático alemão (n. 1818).
- 1865 — Manfredo Fanti, general italiano (n. 1806).
- 1866 — Thomas Hodgkin, médico britânico (n. 1798).
- 1871 — Paolo Savi, geólogo e ornitólogo italiano (n. 1798).
- 1872 — Paul Auguste Ernest Laugier, astrônomo francês (n. 1812).
- 1882 — Pierre-Guillaume-Frédéric Le Play, sociólogo francês (n. 1806).
- 1888 — Vsevolod Garshin, escritor russo (n. 1855).
- 1900
  - Joseph Bertrand, matemático, economista e acadêmico francês (n. 1822).
  - Osmã Nuri Paxá, militar turco (n. 1832).

### Século XX
- 1904
  - Ernesto Leopoldo, 4.º príncipe de Leiningen (n. 1830).
  - Frances Power Cobbe, escritora irlandesa (n. 1822).
- 1918
  - Jorge Tupou II, rei de Tonga (n. 1874).
  - Paul Vidal de La Blache, geógrafo francês (n. 1845).
- 1923
  - George Herbert, 5.º Conde de Carnarvon, arqueólogo e empresário britânico (n. 1866).
  - Nils Gustaf Ekholm, meteorologista sueco (n. 1848).
- 1924 — Victor Hensen, zoólogo alemão (n. 1835).
- 1926 — António Luís de Freitas, político português (n. 1855).
- 1929 — Francis Aidan Gasquet, monge beneditino britânico (n. 1846).
- 1933
  - Hjalmar Mellin, matemático e teórico funcional finlandês (n. 1854).
  - Earl Derr Biggers, romancista e dramaturgo estadunidense (n. 1884).
- 1935 — Achille Locatelli, cardeal italiano (n. 1856).
- 1936 — Chandler Egan, golfista e arquiteto americano (n. 1884).
- 1937
  - Gustav Adolf Deissmann, teólogo alemão (n. 1866).
  - José Benlliure Gil, pintor espanhol (n. 1858).
- 1940
  - Charles Freer Andrews, sacerdote anglo-indiano (n. 1871).
  - Robert Maillart, engenheiro civil suíço (n. 1872).
- 1941 — Franciszek Kleeberg, general polonês (n. 1888).
- 1943 — Heinz Eckelmann, militar alemão (n. 1916).
- 1945
  - Heinrich Borgmann, oficial alemão (n. 1912).
  - Karl-Otto Koch, oficial da SS alemão (n. 1897).
- 1947 — Elis Strömgren, astrônomo sueco-dinamarquês (n. 1870).
- 1950
  - Hiroshi Yoshida, pintor japonês (n. 1876).
  - Fausto de Figueiredo, empresário português (n. 1880).
- 1954 — Marta da Suécia (n. 1901).
- 1958 — Fernando da Baviera (n. 1884).
- 1962
  - Ananda Samarakone, compositor e músico cingalês (n. 1911).
  - Hildebrando Accioli, diplomata brasileiro (n. 1888).
- 1964
  - Douglas MacArthur, general norte-americano (n. 1880).
  - Aloïse Corbaz, artista suíça (n. 1886).
- 1965
  - Ministrinho, futebolista ítalo-brasileiro (n. 1908).
  - Sándor Szalay, patinador artístico húngaro (n. 1893).
- 1967
  - Johan Falkberget, escritor norueguês (n. 1879).
  - Hermann Muller, geneticista e acadêmico americano, ganhador do Prêmio Nobel (n. 1890).
- 1968
  - Lajos Csordás, futebolista húngaro (n. 1932).
  - Santa Camarão, pugilista português (n. 1902).
- 1969 — Rómulo Gallegos, romancista e político venezuelano (n. 1917).
- 1970
  - Harriet Margaret Louisa Bolus, botânica e taxonomista sul-africana (n. 1877).
  - Alfred Sturtevant, geneticista e acadêmico americano (n. 1891).
- 1972 — Isabel Jewell, atriz e cantora americana (n. 1907).
- 1973 — David Murray, automobilista britânico (n. 1909).
- 1974 — A. Y. Jackson, pintor canadense (n. 1882).
- 1975
  - Tell Berna, corredor de média e longa distância americano (n. 1891).
  - Chiang Kai-shek, general e político chinês (n. 1887).
  - Harold Osborn, atleta americano (n. 1899).
  - Natal da Portela, dirigente carnavalesco brasileiro (n. 1905).
- 1976
  - Howard Hughes, aviador, engenheiro, industrial e produtor de cinema norte-americano (n. 1905).
  - Wilder Penfield, cirurgião e acadêmico americano-canadense (n. 1891).
  - Harry Wyld, ciclista britânico (n. 1900).
- 1977 — Carlos Prío Socarrás, político cubano (n. 1903).
- 1981
  - Émile Hanse, futebolista belga (n. 1892).
  - Bob Hite, cantor e compositor estadunidense (n. 1941).
- 1982 — Abe Fortas, advogado e jurista americano (n. 1910).
- 1984 — Giuseppe Tucci, estudioso de culturas orientais italiano (n. 1894).
- 1987 — Leabua Jonathan, político lesotiano (n. 1914).
- 1989 — Frank Foss, saltador com vara americano (n. 1895).
- 1991 — Sonny Carter, futebolista, médico e astronauta americano (n. 1947).
- 1992
  - Sam Walton, empresário americano (n. 1918).
  - Antônio Marcos, cantor, compositor e ator brasileiro (n. 1945).
  - Zacarias Rolim de Moura, religioso brasileiro (n. 1914).
- 1994 — Kurt Cobain, cantor, compositor e guitarrista norte-americano (n. 1967).
- 1995 — Nicolaas Cortlever, jogador de xadrez neerlandês (n. 1915).
- 1997
  - Allen Ginsberg, poeta estadunidense (n. 1926).
  - Aklilu Lemma, médico etíope (n. 1934).
- 1998
  - Frederick Charles Frank, físico teórico britânico (n. 1911).
  - Cozy Powell, baterista britânico (n. 1947).
- 1999 — Giulio Einaudi, editor italiano (n. 1912).
- 2000 — Lee Petty, automobilista americano (n. 1914).

### Século XXI
- 2001 — Aldo Olivieri, futebolista italiano (n. 1910).
- 2002 — Layne Staley, cantor e compositor norte-americano (n. 1967).
- 2003
  - Heinz Franke, militar alemão (n. 1915).
  - Keizo Morishita, pintor japonês (n. 1944).
- 2004 — Heiner Zieschang, matemático e acadêmico alemão (n. 1936).
- 2005
  - Roy Rea, futebolista britânico (n. 1933).
  - Saul Bellow, romancista, ensaísta e contista canadense-americano, ganhador do Prêmio Nobel (n. 1915).
  - Robert Borg, oficial militar e adestrador de cavalos americano (n. 1913).
  - Chung Nam-sik, futebolista sul-coreano (n. 1917).
- 2006
  - Allan Kaprow, pintor e educador estadunidense (n. 1927).
  - Carequinha, palhaço brasileiro (n. 1915).
- 2007
  - Mark St. John, guitarrista norte-americano (n. 1956).
  - Maria Gripe, jornalista e escritora sueca (n. 1923).
  - Werner Maser, historiador e jornalista alemão (n. 1922).
  - Thomas Stoltz Harvey, patologista estadunidense (n. 1912).
- 2008
  - Charlton Heston, ator, diretor e ativista político estado-unidense (n. 1924).
  - Aparício Pires, jornalista brasileiro (n. 1925).
- 2009 — Irving John Good, matemático britânico (n. 1916).
- 2010 — Vitali Sevastyanov, cosmonauta e engenheiro soviético (n. 1935).
- 2011
  - Baruch Blumberg, médico e geneticista americano (n. 1925).
  - Ange-Félix Patassé, político centro-africano (n. 1937).
- 2012
  - Bingu wa Mutharika, economista e político malauiano (n. 1934).
  - Ferdinand Alexander Porsche, designer e projetista alemão (n. 1935).
  - Pedro Bartolomé Benoit, oficial militar e político dominicano (n. 1921).
  - Jim Marshall, empresário britânico (n. 1923).
  - Barney McKenna, músico irlandês (n. 1939).
- 2014
  - José Wilker, ator, diretor e produtor brasileiro (n. 1946).
  - Alan Davie, saxofonista e pintor britânico (n. 1920).
  - Mariano Díaz, ciclista espanhol (n. 1939).
- 2015 — Tom Towles, ator estadunidense (n. 1950).
- 2017
  - Attilio Benfatto, ciclista italiano (n. 1943).
  - Arthur Bisguier, enxadrista americano (n. 1929).
  - Paul Comba, cientista da computação e astrônomo ítalo-americano (n. 1926).
  - Tim Parnell, automobilista britânico (n. 1932).
  - Atanase Sciotnic, canoísta de corrida romeno (n. 1942).
- 2018 — Isao Takahata, diretor japonês (n. 1935).
- 2019
  - Sydney Brenner, biólogo sul-africano (n. 1927).
  - Gervásio Baptista, fotojornalista brasileiro (n. 1923).
- 2020 — Honor Blackman, atriz britânica (n. 1925).
- 2021 — Marshall Sahlins, antropólogo estadunidense (n. 1930).
- 2024 — Márcia Denser, escritora e jornalista brasileira (n. 1954).

## Feriados e eventos cíclicos

### Internacional
- Dia Internacional da Consciência
- Coreia do Sul: Dia da Árvore

### Brasil
- Aniversário de Araquari (Santa Catarina).
- Aniversário de Caetité, (Bahia).
- Aniversário de Camboriú (Santa Catarina).
- Aniversário de Marabá (Pará).
- Aniversário de Mococa (São Paulo).
- Aniversário de Novo Hamburgo (Rio Grande do Sul).
- Aniversário de Planalto (Bahia).
- Aniversário de Timbiras (Maranhão).

### Cristianismo
- Derfel Gadarn
- Etelburga de Kent
- Juliana de Mont Cornillon
- Ruadhán de Lorrha
- Vicente Ferrer

## Outros calendários
- No calendário romano era o dia das nonas de abril.
- No calendário litúrgico tem a letra dominical D para o dia da semana.
- No calendário gregoriano a epacta do dia é xxv ou xxiv.